# Goodwill Games de 1986

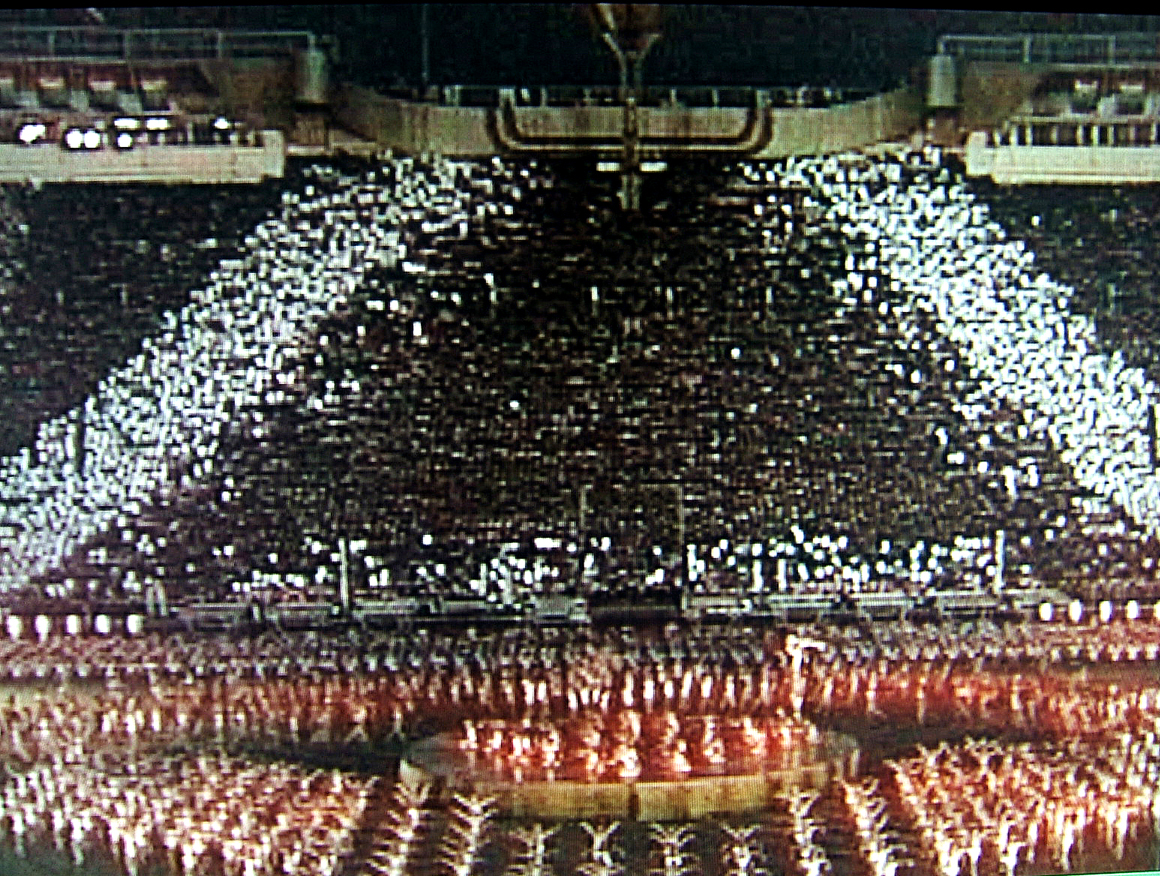
Ceremonia inaugural de los Juegos en el Estadio Central Lenin

Los Goodwill Games de 1986 fueron la edición inaugural de los Goodwill Games (Juegos de la Buena Voluntad),  evento multideportivo internacional creado por Ted Turner, que se llevó a cabo del 5 al 20 de julio de 1986. El estadio principal fue el Estadio Central Lenin en Moscú, RSFS de Rusia, Unión Soviética. Los Juegos fueron una respuesta a los boicots olímpicos de la época, en los que Estados Unidos se negó a asistir a los Juegos Olímpicos de 1980 en Moscú y la Unión Soviética se negó a asistir a los Juegos Olímpicos de 1984 en Los Ángeles. Los atletas soviéticos dominaron la competencia, ganando 118 medallas de oro y 241 medallas en total. Estados Unidos terminó en segundo lugar, con 42 oros y 142 medallas en total.

## Resumen
Un total de 3000 atletas de 79 naciones participaron en eventos de 18 deportes diferentes. Los Juegos fueron la primera vez en 10 años que los atletas de élite de la Unión Soviética y los Estados Unidos compitieron entre sí en un importante evento multideportivo de verano. A diferencia de los métodos de selección de otras competiciones importantes, los Juegos fueron un evento solo por invitación. El evento fue transmitido durante 129 horas por TBS en los Estados Unidos.
Los Juegos en sí estuvieron sujetos a problemas políticos, ya que la URSS prohibió la participación de equipos de Israel y Corea del Sur, dos aliados cercanos de los Estados Unidos. Los organizadores también cerraron la ciudad a los no moscovitas. Los juegos, aunque de naturaleza comercial, no tuvieron éxito financiero y Turner Broadcasting sufrió pérdidas millonarias a través de su apoyo al evento.
Se establecieron varios récords mundiales en el transcurso de los Juegos. En la competencia de atletismo, Sergey Bubka rompió el récord de salto con pértiga con una marca de 6,01 m; Jackie Joyner-Kersee rompió el récord de heptatlón con una puntuación de 7148 puntos; y Ben Johnson derrotó a Carl Lewis en los 100 metros para ganar su primer gran título internacional. Vladimir Salnikov rompió el récord mundial de 800 m estilo libre en la competencia de natación con un tiempo de 7:50.64. En las pruebas ciclistas, Michael Hübner y Erika Salumäe establecieron récords mundiales en la carrera de salida rápida de 200 m masculino y femenino, respectivamente.
El Campeonato Mundial de Baloncesto de 1986 en España fue transmitido por la televisora de Ted Turner y, por lo tanto, se consideró como el evento oficial de los juegos para el baloncesto masculino. En la competencia de baloncesto femenino, el equipo de Estados Unidos rompió la racha internacional invicta de los soviéticos, que había crecido a 152 victorias. Los Juegos de 1986 también fueron testigos de la primera competencia internacional de polo de motocicletas, o motoball.

## Deportes
| - Atletismo - Baloncesto - Balonmano - Boxeo - Ciclismo - Clavados | - Gimnasia - Halterofilia - Judo - Lucha - Motoball - Natación | - Pentatlón moderno - Remo - Tenis - Vela - Voleibol - Waterpolo |

## Países participantes
| - Alemania Occidental - Alemania Oriental - Angola - Argelia - Argentina - Australia - Austria - Bahamas - Bangladés - Bélgica - Benín - Bolivia - Botsuana - Brasil - Bulgaria - Burkina Faso - Camboya - Canadá - Checoslovaquia - China | - Chipre - Colombia - Corea del Norte - Costa de Marfil - Costa Rica - Dinamarca - Ecuador - España - Estados Unidos - Etiopía - Finlandia - Francia - Grecia - Hungría - India - Indonesia - Irlanda - Islandia - Italia - Jamaica | - Japón - Kenia - Kuwait - Laos - Líbano - Madagascar - Marruecos - México - Mongolia - Mozambique - Nicaragua - Nigeria - Noruega - Nueva Zelanda - Países Bajos - Perú - Polonia - Portugal - Reino Unido - Rumania | - Seychelles - Senegal - Siria - Sri Lanka - Sudán - Suecia - Suiza - Tanzania - Túnez - Turquía - Unión Soviética - Uruguay - Venezuela - Vietnam - Yemen del Norte - Yemen del Sur - Yugoslavia - Zimbabue |

## Medallero
País organizador (Unión Soviética)
| Núm.  | País                | Oro | Plata | Bronce | Total |
| ----- | ------------------- | --- | ----- | ------ | ----- |
| 1     | Unión Soviética     | 118 | 80    | 43     | 241   |
| 2     | Estados Unidos      | 42  | 49    | 51     | 142   |
| 3     | Alemania Oriental   | 7   | 11    | 10     | 28    |
| 4     | Rumania             | 6   | 6     | 6      | 18    |
| 5     | Bulgaria            | 4   | 7     | 20     | 31    |
| 6     | Polonia             | 2   | 3     | 6      | 11    |
| 7     | Canadá              | 2   | 0     | 2      | 4     |
| 8     | Japón               | 1   | 0     | 3      | 4     |
| 9     | Australia           | 1   | 0     | 2      | 3     |
| 10    | Reino Unido         | 1   | 0     | 1      | 2     |
| 10    | Portugal            | 1   | 0     | 1      | 2     |
| 12    | Etiopía             | 1   | 0     | 0      | 1     |
| 12    | Suiza               | 1   | 0     | 0      | 1     |
| 14    | Checoslovaquia      | 0   | 9     | 1      | 10    |
| 15    | China               | 0   | 4     | 5      | 9     |
| 16    | Francia             | 0   | 2     | 2      | 4     |
| 17    | Hungría             | 0   | 1     | 5      | 6     |
| 17    | Mongolia            | 0   | 1     | 5      | 6     |
| 19    | Venezuela           | 0   | 1     | 2      | 3     |
| 20    | Turquía             | 0   | 1     | 1      | 2     |
| 20    | Alemania Occidental | 0   | 1     | 1      | 2     |
| 22    | Finlandia           | 0   | 1     | 0      | 1     |
| 22    | Nigeria             | 0   | 1     | 0      | 1     |
| 24    | Corea del Norte     | 0   | 0     | 6      | 6     |
| 25    | Italia              | 0   | 0     | 5      | 5     |
| 26    | Brasil              | 0   | 0     | 2      | 2     |
| 27    | Colombia            | 0   | 0     | 1      | 1     |
| 27    | Costa de Marfil     | 0   | 0     | 1      | 1     |
| 27    | Kenia               | 0   | 0     | 1      | 1     |
| 27    | Kuwait              | 0   | 0     | 1      | 1     |
| 27    | Países Bajos        | 0   | 0     | 1      | 1     |
| 27    | Noruega             | 0   | 0     | 1      | 1     |
| Total | Total               | 187 | 178   | 186    | 551   |